# Leraje
Na demonologia, Leraje é um poderoso Grande Marquês do Inferno, que tem trinta legiões de demónios sob seu poder. Ele causa grandes batalhas e conflitos, que causam gangrenas e feridas causadas pelas flechas. Alguns autores, dizem que este demônio pertence ao signo do zodiaco de Sagitário.
Ele é retratado como um vistoso e bonito arqueiro folheados em verde, carregando um arco e aljava.
Outras ortografias : Leraie, Leraikha, Leraye, Loray, Oray.